# Telesiciliacolor Rete 8 - Telejonica
Telesiciliacolor Rete 8 - Telejonica è stata una rete televisiva locale, visibile gratuitamente in gran parte della Sicilia. In passato le due emittenti che l'hanno originata hanno fatto parte dei circuiti TivuItalia, Junior TV, Odeon, Supersix, Cinquestelle, Italia 9 Network e Europa 7.

## Storia
Telesiciliacolor Rete 8 e Telejonica nacquero come emittenti autonome nello stesso anno, il 1977, a distanza di alcuni mesi l'una dall'altra, e da allora furono acquisite e gestite da vari editori, tra i quali spicca il noto costruttore edile Carmelo Costanzo.
Entrambe ebbero diversi momenti di popolarità negli anni Ottanta, grazie anche a una propria programmazione autoprodotta, supportata da periodi di affiliazione a svariate syndication (Supersix, Junior TV, TivuItalia, Europa 7, Cinquestelle, Odeon e Italia 9 Network), che attrassero un discreto numero di spettatori giornalieri.
Negli anni Novanta, con la fine del periodo d'oro dei circuiti, iniziò il declino per entrambi i canali, che passarono da editore in editore (il più longevo fu Orlando Branca, che ne fu proprietario dal 1998 al 2015).
Nel 2015 le due reti, in mano alla stessa società da un quindicennio ma fino ad allora autonome, pur avendo una programmazione simile, furono fuse. La frequenza divenne unica, mentre le LCN continuarono ad essere distinte. La data di dichiarazione di cessazione dell'attività dell'emittente televisiva venne fissata per il 10 luglio. Lo stesso anno l'emittente CTS Compagnia Televisiva Siciliana di Palermo, in controtendenza rispetto alla crisi generalizzata del settore radiotelevisivo locale, costituì una nuova società denominata "Pubbli C SRL", con la quale acquistò i due marchi storici catanesi di Telesiciliacolor Rete 8 e di Telejonica e l'LCN 18, dando il via ad una nuova fase della loro storia.
Tra i programmi di maggior rilievo, in onda dal settembre 2018 (e nel 2019), prodotti dall'agenzia SicraPress, figurano Salastampa, condotto da Umberto Teghini – trasmesso in circuito anche su Prima TV canale 666 –, L'informazione raccontata e Free Talent Live, le dirette della Festa di Sant'Agata.
Dal settembre 2019 andarono in onda sulle LCN 18 e 285 di Telesicilia Color Rete8/TeleJonica, a partire dalle ore 13.00, tutte le produzioni della Futura Production, società di produzione tv dell'Ecogruppo Italia di Angelo Maugeri, nata nel 2018 riunendo una redazione di giornalisti già attivi nell'emittente Antenna Sicilia. La Futura Production propose per varie stagioni il format televisivo sportivo Piacere calcio Catania, diffuso in circuito anche da Sestarete, Telenova Ragusa, rete televisiva da poco entrata a far parte del gruppo di TRM, e da Gold 78.
Dopo una precedente ordinanza-ingiunzione sotto l'insegna "CTS PLAY",  la Pubbli C S.r.l. venne sanzionata perché non conservò le registrazioni dei programmi trasmessi, come richiesto dalla legge. Nella stagione 2020/21, apparsa sotto la sola insegna "Tele Jonica" senza "R8", fra gli ultimi programmi ideati dalla società Futura: Non Parlate Al Conducente con Cristiano Di Stefano, Aperinews, Teste di calcio, Zona franca, Solo Chiacchiere, Parliamone Adesso, Teste nel pallone. La data di dichiarazione di cessazione dell'attività dell'editore CTS dell'emittente televisiva venne fissata per il 24 marzo 2022. In assenza di comunicati ufficiali, da un documento ufficiale della Regione Siciliana risultava ancora formalmente attiva intorno al 2023/24.

## Programmi
- Salastampa, condotto da Umberto Teghini
- L'informazione raccontata
- Free Talent Live
- Piacere calcio Catania